# Hochhaus Uptown München
La Hochhaus Uptown München è un grattacielo situato nel distretto di Moosach a Monaco di Baviera, in Germania. 
L'edificio alto 146 metri e con 38 piani, è il grattacielo più alto della città. È stato progettato dallo studio Ingenhoven, Overdiek Architects. La costruzione è iniziata nel 2001 ed è stata completata nel 2004.